# Aurel Babeș
Aurel Alexandru (A.) Babeș (n. 11 decembrie 1886, București – d. 7 august 1962, București) a fost un medic român, doctor în medicină, profesor de anatomie patologică la Facultatea de Medicină din București. A fost fiul lui Aurel Babeș (fratele lui Victor Babeș). Profesorul Babeș este unul din cei care au organizat lupta împotriva cancerului în România. În 1927 a preconizat depistarea precoce a cancerului genital feminin, prin examinarea frotiului citovaginal. Metoda a fost propusă în anul următor și de morfopatologul grec Georgios Papanikolaou.
Conform cu postarea publicata de Muzeul Victor Babes, "Aurel A Babeș,  împreună cu colegul  și mentorul său, profesorul Constantin Daniel a prezentat  în sesiunea Societății de Ginecologie din București din 23 ianuarie 1927, comunicarea cu titlul „Posibilitatea diagnosticului cancerului uterin cu ajutorul frotiurilorˮ. Lucrarea a fost apoi publicată sub titlul „Diagnosticul cancerului colului uterin prin frotiuri”, în analele Societății de Ginecologie din București din 5 aprilie 1927. Textul integral al lucrării și ilustrațiile autorului reprezentând modificările celulelor epiteliale maligne au fost preluate de prestigioasa revistă medicală franceză  „Presse Médicaleˮ, care le publică în numărul din 11 aprilie 1928 sub titlul „Diagnostic du cancer du col utérin par les frottis”. Din păcate, descoperirea incredibilă a fost prezentată în limba română și publicată în franceză, niciuna dintre acestea nefiind ușor accesibilă comunității științifice, vorbitoare de limbă engleză. 
```
Un an mai târziu, în 1928, Georgios Papanikolaou, un ginecolog grec, a raportat despre cancerul uterin că ar putea fi diagnosticat prin intermediul unui frotiu vaginal (aceeași descoperire făcută de Babeș cu un an în urmă!). Se crede că Papanikolaou nu știa de lucrarea originală a lui Babeș, dar pentru că prezentarea lui Papanikolaou a ajuns la comunitatea științifică de limbă engleză, a primit o notificare și o apreciere. În consecință, testul pentru screeningul cancerului de col uterin, în ultimii 80 de ani, a fost cunoscut sub numele de „Papanicolau”. Papanikolaou și-a prezentat concluziile la o întâlnire din 1928, dar nu și-a publicat lucrările majore până în 1943, la 15 ani după ce Babes și-a publicat descoperirea în revista medicală franceză." 
```

## Decorații
- Semnul Onorific „Răsplata Muncii pentru 25 ani în Serviciul Statului” (13 octombrie 1941)[1]

## Lucrări
- La pathogenie de la pellagre (1923)